# The Divine Sacrifice
The Divine Sacrifice er en amerikansk stumfilm fra 1918 af George Archainbaud.

## Medvirkende
- Kitty Gordon som Madeline Spencer
- Selene Johnson som Helen Carewe
- Jean Angelo som David Carewe
- Frank Goldsmith som Rupert Spencer
- Charles Dungan som Dr. Merwin